# Atentado terrorista en Atlanta 1996
El atentado terrorista en el Centennial Olympic Park en Atlanta (Georgia, EE. UU.) ocurrió el sábado 27 de julio de 1996, cuando dicha ciudad era anfitriona de los Juegos Olímpicos de Verano. La explosión de una bomba en el Parque Olímpico del Centenario causó la muerte de una espectadora, e indirectamente la de un camarógrafo turco que sufrió un infarto; otras 111 personas resultaron heridas. El ataque fue perpetrado por el terrorista estadounidense fundamentalista Eric Robert Rudolph, quien llevó a cabo tres atentados más en la región durante los siguientes meses. El guardia de seguridad Richard Jewell descubrió la bomba antes de que detonara, logrando desalojar a la mayoría de los espectadores del parque. Rudolph, un carpintero y trabajador manual, detonó tres bombas dentro de un estuche militar tipo ALICE Pac (mochila tipo militar). Los motivos de Rudolph se centraban en su oposición —como cristiano fanático— al aborto, a la homosexualidad y a los supuestos ideales «socialistas» y «globalistas» que, según él, promueven los Juegos Olímpicos. Rudolph buscaba la cancelación forzosa de las Olimpíadas, lo que no se cumplió.
Poco después del atentado, las investigaciones preliminares del FBI se enfocaron erróneamente en Jewell por su participación en el desmantelamiento del crimen. Inmediatamente los medios de comunicación divulgaron esta nota falsa y surgió mucha atención negativa en contra de Jewell. Sin embargo, en octubre de 1996, Jewell fue formalmente exonerado de los cargos. Después de tres atentados más en 1997, el FBI identificó a Rudolph como el autor, quien permanecería prófugo de la ley hasta su captura en Carolina del Norte en 2003. Rudolph se declaró culpable y fue sentenciado a cadena perpetua sin posibilidad de libertad condicional.

## La bomba
El Centennial Olympic Park fue diseñado para ser la zona céntrica durante los Juegos Olímpicos. Por lo tanto, miles de espectadores se habían reunido en el parque la noche del 27 de julio para ver un concierto de la banda Jack Mack and the Heart Attack. Después de la medianoche, Rudolph colocó bajo una banca una mochila verde que contenía tres bombas de tubo rodeadas de clavos que medían tres pulgadas. Los clavos, que actuaban como proyectiles, causaron la mayoría de las heridas. El arma contaba con una placa de acero que dirigió la explosión a un lado y que habría causado más destrucción si la mochila no se hubiera movido antes de la explosión.
Los investigadores usarían estas pistas para vincular a Rudolph con otros tres atentados explosivos cometidos posteriormente en Atlanta y Alabama: dos contra clínicas de abortos y uno contra un bar lésbico. En todos los casos, las bombas fueron propulsadas por dinamita a base de nitroglicerina y se componían de un despertador, contenedores de plástico y placas de acero.
El guardia Richard Jewell, al descubrir la mochila, llamó a oficiales del Georgia Bureau of Investigation y junto con otros guardias empezó a desalojar las inmediaciones para que el equipo de expertos investigara el paquete sospechoso. La bomba estalló antes de que todos los espectadores lograran evacuar la zona.
El primero en dar la noticia en directo a todo el mundo fue el periodista deportivo italo-argentino Ezio Luzzi, que se encontraba entonces en Atlanta como corresponsal de la RAI (siglas de Radiotelevisione Italiana, en español «Radiotelevisión Italiana») para los Juegos Olímpicos.
Luzzi recordó el suceso en su libro "Tutto il mio calcio minuto per minuto", en español "Todo mi fútbol minuto a minuto", escribiendo: "Yo estaba allí, coordinando el despacho de la RAI, y la explosión se produjo cuando cruzaba la plaza. El golpe me tiró al suelo sin herirme. Me levanté pensando sólo en volver al estudio y contar la historia: llegué antes que la CNN, antes que todos".
Alice Hawthorne, una mujer de Albany (Georgia) de 44 años de edad, falleció cuando un clavo le penetró el cráneo. Melih Uzunyol, un camarógrafo turco de 38 años que trabajaba para la Corporación Turca de Radio y Televisión, sufrió un infarto fatal cuando corría a cubrir la escena. Asimismo, la explosión hirió a 111 personas.

## Reacción

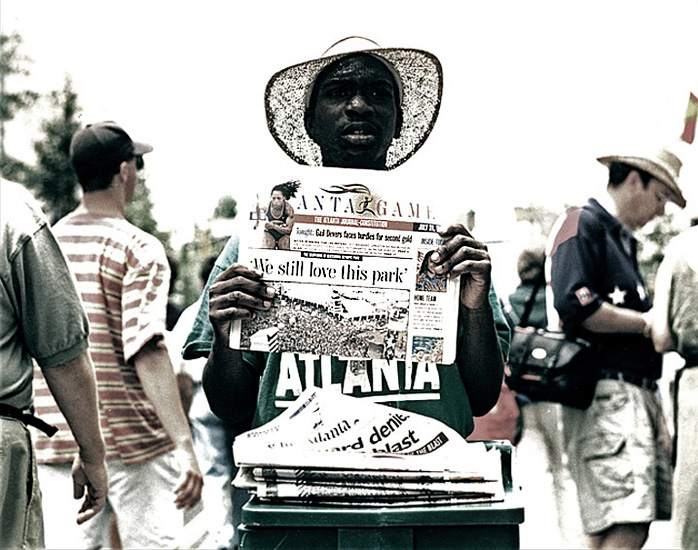
El Centennial Olympic Park se abrió tras el ataque.

El presidente Bill Clinton condenó el atentado, llamándole «un acto malvado de terror» y prometió hacer todo lo posible para encontrar y castigar a los culpables.
A pesar de la tragedia, dirigentes y atletas se pusieron de acuerdo en que los Juegos debían continuar.

## Sospechosos
Justo después del incidente, Jewell fue reconocido como un héroe por haber descubierto la bomba y haber dirigido la evacuación del Centennial Olympic Park. Sin embargo, cuatro días después, la prensa publicó que Jewell era un posible sospechoso del ataque. Esta nota surgió después de la breve detención errónea de dos adolescentes en la estación de metro Kensington. Los investigadores del FBI sugirieron que Jewell encajaba en el perfil de un criminal tras recibir cierta información de su antiguo empleador, el Piedmont College.
Jewell en ningún momento fue declarado oficialmente sospechoso por las autoridades, sino que lo consideraron «persona de interés». No obstante, la casa que Jewell compartía con su madre fue allanada; su pasado fue investigado arduamente, mientras la prensa le seguía incluso cuando compraba en el supermercado. Finalmente, Jewell fue exonerado y nuevamente declarado un héroe.
Tras su exoneración, Jewell inició una serie de demandas por difamación contra diversos medios de comunicación, entre ellos el noticiero nacional NBC Nightly News y el periódico The Atlanta Journal Constitution. Jewell les exigió una disculpa formal. Los abogados de Jewell afirmaron que el presidente del Piedmont College, Raymond Cleere, se había puesto en contacto con el FBI y los periódicos de Atlanta para aportar información falsa acerca de su anterior empleo como guardia en dicha institución. Cleere fue acusado de describir a Jewell como un guardia agresivo que escribía denuncias exhaustivas por infracciones pequeñas. John R. Martin, uno de los abogados de Jewell, declaró que irónicamente el profesionalismo y dedicación de Jewell en su profesión resultaron perjudiciales para su imagen pública.
El FBI admitió que, aparte de Jewell, no tenía otros sospechosos y la investigación no avanzó sino hasta principios de 1997, cuando dos bombas más estallaron en el área de Atlanta —primero en una clínica de aborto y luego en un bar para lesbianas—. Las similitudes en el diseño de las bombas permitieron que las autoridades concluyeran que las armas provenían del mismo autor. El FBI procuró más pistas cruciales, principalmente la matrícula parcial de un coche, tras otro atentado en una clínica de aborto en Birmingham (Alabama) que mató a un guardia de seguridad y lesionó gravemente a la enfermera Emily Lyons.
El número de la placa del coche y otras pistas permitieron que el FBI identificara a Eric Robert Rudolph como un sospechoso, pero éste se encontraba prófugo. Los investigadores suponían que Rudolph había huido a los montes Apalaches, una zona que él conocía desde su niñez. El 5 de mayo de 1998, el FBI incluyó a Rudolph en su lista de los 10 criminales más buscados y propuso una recompensa de un millón de dólares a cambio de cualquier información que resultara directamente en su arresto. El 14 de octubre del mismo año, el Departamento de Justicia declaró formalmente a Rudolph como principal sospechoso en los cuatro atentados.
Rudolph permanecería prófugo de la ley durante más de 5 años, hasta que fue arrestado el 31 de mayo de 2003 por el policía novato Jeffrey Scott Postell en Murphy (Carolina del Norte). Postell estaba patrullando el área y encontró a Rudolph detrás de un supermercado a las 4 de la madrugada. Al principio sospechó que el sujeto estaba llevando a cabo un robo.
El 8 de abril de 2005, el Gobierno anunció que Rudolph se declararía culpable de los cuatro atentados, incluyendo el ataque en el Centennial Olympic Park de Atlanta.